# Chasselay (Isère)
 Chasselay  es una población y comuna francesa, en la región de Ródano-Alpes, departamento de Isère, en el distrito de Grenoble y cantón de Vinay.

## Demografía
| 322 | 287 | 258 | 262 | 304 | 341 |
| Para los censos de 1962 a 1999 la población legal corresponde a la población sin duplicidades (Fuente: INSEE [Consultar]) |     |     |     |     |     |